# 南関町立南関中学校
南関町立南関中学校（なんかんちょうりつ なんかんちゅうがっこう）は、熊本県玉名郡南関町大字小原にある公立の中学校。
南関町唯一の中学校である。

## 沿革
歴史
1986年（昭和61年）に南関町内の中学校2校（南関北・南関南）を統合の上、開校。2026年（令和8年）には創立40周年を迎える。
校訓
「自主・創造・友愛」
校章
1986年（昭和61年）開校と同時に制定。1947年（昭和22年）新制中学校として創立した当初の5校を象徴する5本のペン先を組み合わせたものを背景にして、中央に「中」の文字を配している。
校歌
1986年（昭和61年）開校と同時に制定。
通学区域
南関町全域。小学校区は以下の通り。
- 南関町立南関第一小学校
- 南関町立南関第二小学校
- 南関町立南関第三小学校
- 南関町立南関第四小学校

前史
- 1947年（昭和22年）4月1日 - 学制改革（六・三制の実施）により、以下の新制中学校5校が創立。
  - 「南関町立南関中学校」（南関町立南関小学校に併設）- 初代の南関中学校
  - 「賢木村立賢木中学校」（賢木村立賢木小学校に併設）
  - 「大原村立大原中学校」（大原村立大原小学校に併設）
  - 「坂下村立坂下中学校」（坂下村立坂下小学校に併設）
  - 「米富村立米富中学校」（米富村立米富小学校に併設）
- 1951年（昭和26年）1月1日 - 坂下中学校と米富中学校が統合（4校となる）。
  - 「南関町立南関中学校」
  - 「賢木村立賢木中学校」
  - 「大原村立大原中学校」
  - 「米富村坂下村組合立岱北中学校」（たいほく）
- 1955年（昭和30年）4月1日 - 4村（賢木・大原・米富・坂下）が南関町に合併し、以下の様に改称（4校）。
  - 「南関町立南関第一中学校」
  - 「南関町立南関第二中学校」
  - 「南関町立南関第三中学校」
  - 「南関町立南関第四中学校」
    - 翌1956年（昭和31年）1月1日に米富町の一部（三ツ川地区）は玉名市に編入されることが決定していたため、それを見越し、この時に岱北中学校の該当地区の生徒は玉名市立錦水中学校[1]へ転出。
- 1960年（昭和35年）8月31日 - 南関第一中学校と南関第三中学校が統合の上、「南関町立南関北中学校」となる。統合校舎完成まで各校の使用を継続（3校となる）。
  - 「南関町立南関北中学校 第一教室」
  - 「南関町立南関第二中学校」
  - 「南関町立南関北中学校 第二教室」
  - 「南関町立南関第四中学校」
- 1962年（昭和37年）
  - 4月1日 - 南関北中学校の統合校舎が完成。第一教室・第二教室を廃止。 
    - 「南関町立南関北中学校」
    - 「南関町立南関第二中学校」
    - 「南関町立南関第四中学校」

  - 9月1日 -  南関第二中学校と南関第四中学校が統合の上、「南関町立南関南中学校」となる。統合校舎完成まで各校の使用を継続（2校となる）。
    - 「南関町立南関北中学校」
    - 「南関町立南関南中学校 第一教室」
    - 「南関町立南関南中学校 第二教室」
- 1964年（昭和34年）4月1日 - 南関南中学校の統合校舎が完成。第一教室・第二教室を廃止。
  - 「南関町立南関北中学校」
  - 「南関町立南関南中学校」
- 1984年（昭和59年）
  - 3月 - 南関町立南関北中学校、同南関南統合中学校設置条例決議（名称:南関中学校、位置:南関町大字小原2121番地）
  - 10月 - 統合校舎の起工式を挙行。
- 1986年（昭和61年）
  - 3月30日 - 南関中学校落成式（校舎・体育館）を挙行。校歌・校旗・校章を制定。
  - 3月31日 - 南関町立南関北中学校および南関南中学校が閉校。
    - 最終所在地（南関北中学校）- 熊本県玉名郡南関町関下1966番地1（北緯33度03分05.2秒 東経130度33分23.1秒 / 北緯33.051444度 東経130.556417度）
      - 跡地は「冨士ダイス 熊本製造所」となっている。

    - 最終所在地（南関南中学校）- 熊本県玉名郡南関町豊永3969番地（北緯33度01分28.0秒 東経130度33分35.1秒 / 北緯33.024444度 東経130.559750度）
      - 跡地は「丸美屋 南関工場」となっている。

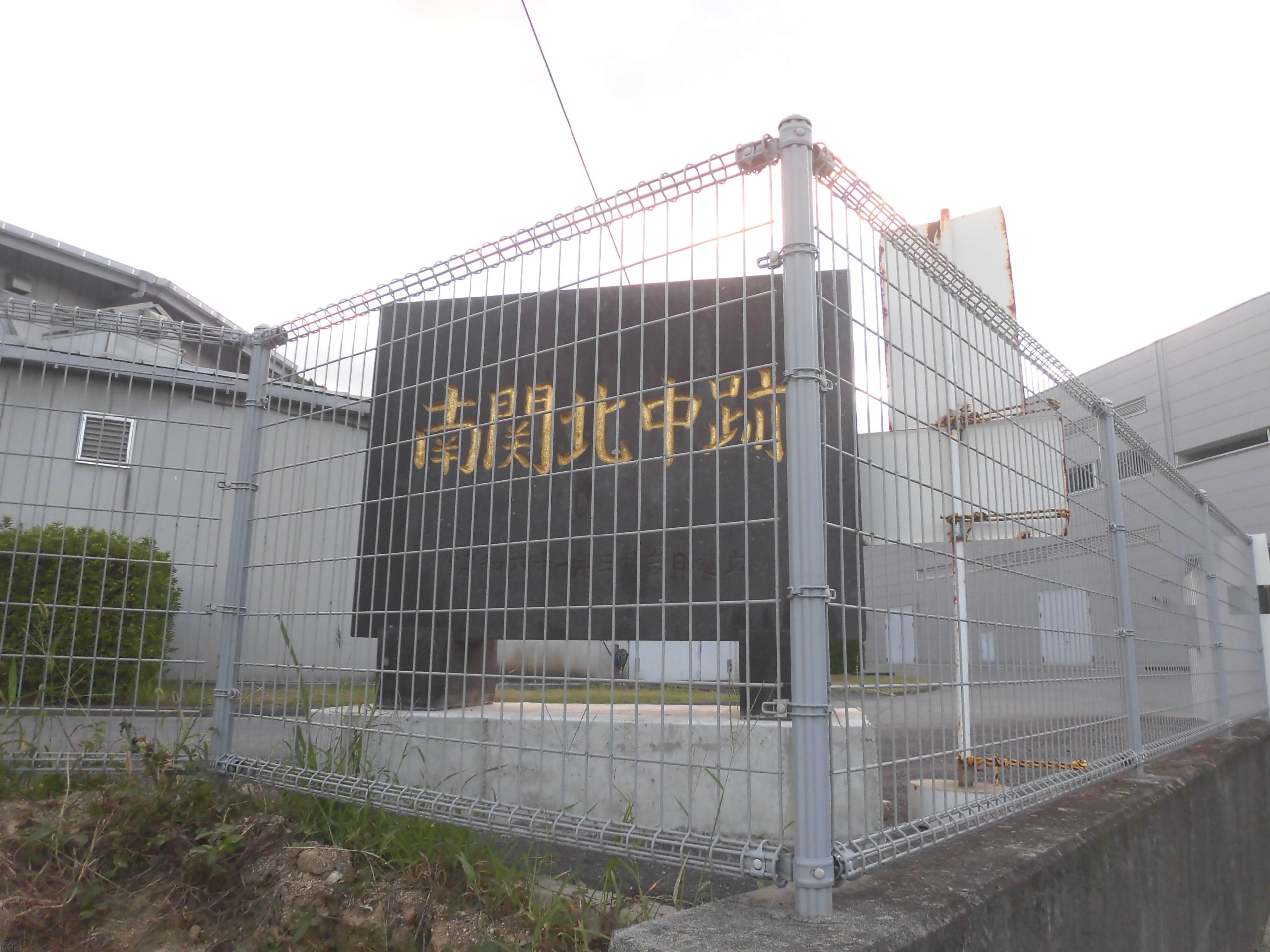
南関北中学校跡の碑
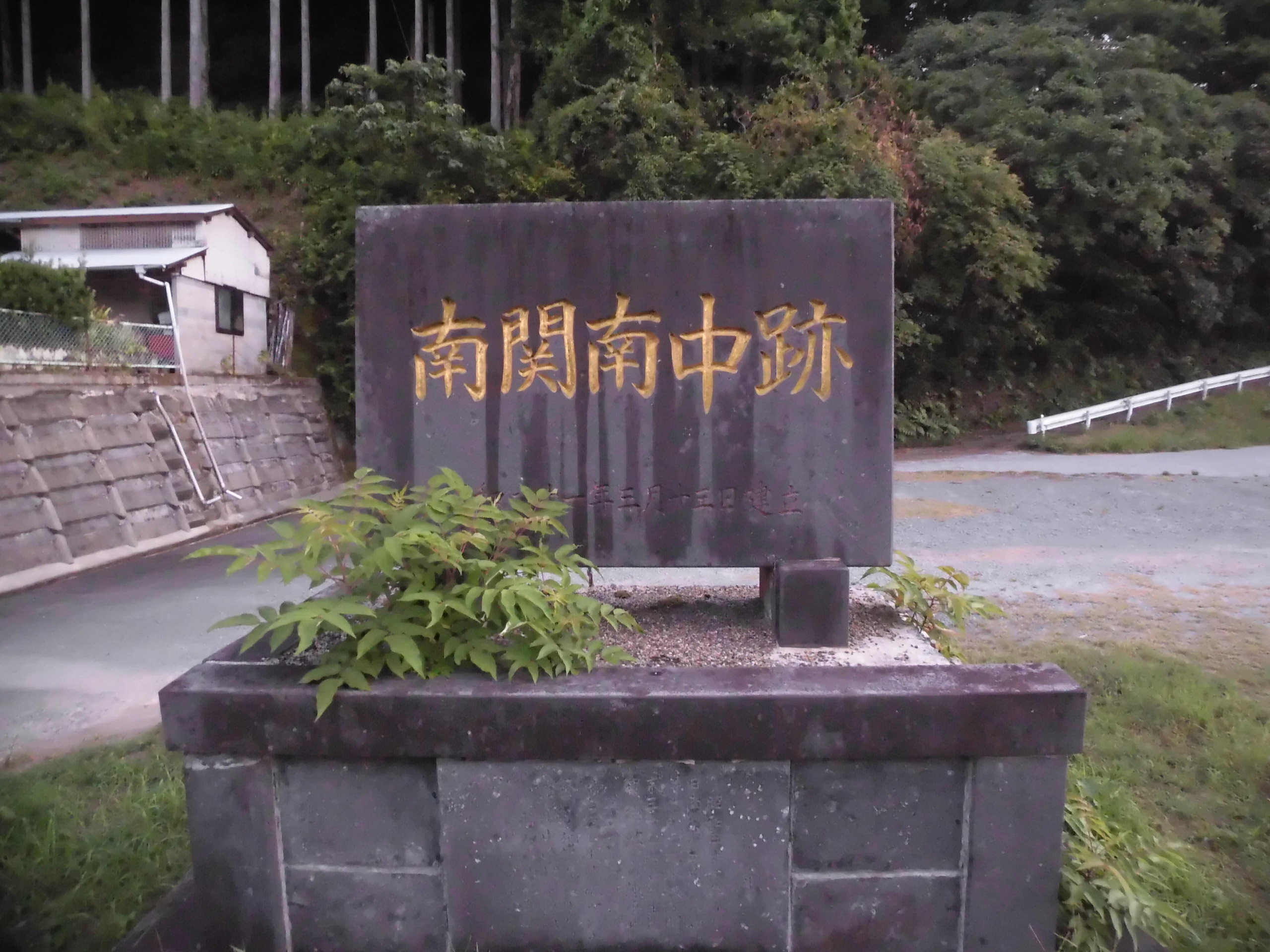
南関南中学校跡の碑

統合・南関中学校（二代目）
- 1986年（昭和61年）
  - 4月1日 - 南関町立中学校2校（南関北・南関南）が統合の上、「南関町立南関中学校」（現校名）が開校。初代校長に大塚龍也が着任。生徒数481（13学級）、教職員数27。
  - 4月30日 - 校訓を制定。
- 1987年（昭和62年）
  - 2月 - プールおよび部室が完成。
  - 4月 - 40人学級となり、普通教室が1教室不足したため、多目的ホールを仕切って半分を普通教室として代用。
- 1994年（平成6年）11月 - 男子の頭髪の制限を緩和。
- 2001年（平成13年）
  - 5月 - スクールカウンセラーを配置。
  - 6月 - 学校評議員を委嘱。
- 2009年（平成21年）4月 - 2学期制を導入。
- 2011年（平成23年）10月 - エレベーターが完成。
- 2015年（平成27年）2月 - 太陽光発電の蓄電システム工事が完了。 
  - 所在地（南関中学校）- 熊本県玉名郡南関町大字小原2121番地1（北緯33度02分34.3秒 東経130度33分41.9秒 / 北緯33.042861度 東経130.561639度）

## 著名な出身者
- 立山広喜 - 柔道家

## 交通アクセス
最寄りのバス停留所
- 九州産交バス
  - 「小原（南関）」停留所（路線バス）
  - 「小原（熊本）」停留所（高速バス）

最寄りの幹線道路
- 熊本県道・福岡県道4号玉名八女線
- 国道443号
  - 校地のそばを九州自動車道（高速道路）が通っているが、南関ICまでは距離がある。ただ、上述の様に高速道路上に「小原（熊本）」停留所がある。

## 周辺
- 南関町社会福祉協議会
- 南関町交流センター ゆるっと